# Arpitha Manjunatha
Arpitha Manjunatha (* 11. Februar 1993) ist eine indische Hürdenläuferin, die sich auf den 400-Meter-Hürdenlauf spezialisiert.

## Sportliche Laufbahn
Erste internationale Erfahrungen sammelte Arpitha Manjunatha bei den Asienmeisterschaften 2017 in Bhubaneswar, bei denen sie in 59,78 s den siebten Platz belegte. Zwei Jahre später wurde sie bei den Asienmeisterschaften in Doha in 58,15 s Sechste.
2018 wurde Manjunatha indische Meisterin in der 4-mal-400-Meter-Staffel.

## Persönliche Bestleistungen
- 400 m Hürdenlauf: 57,43 s, 8. März 2018 in Patiala